# Centre-South

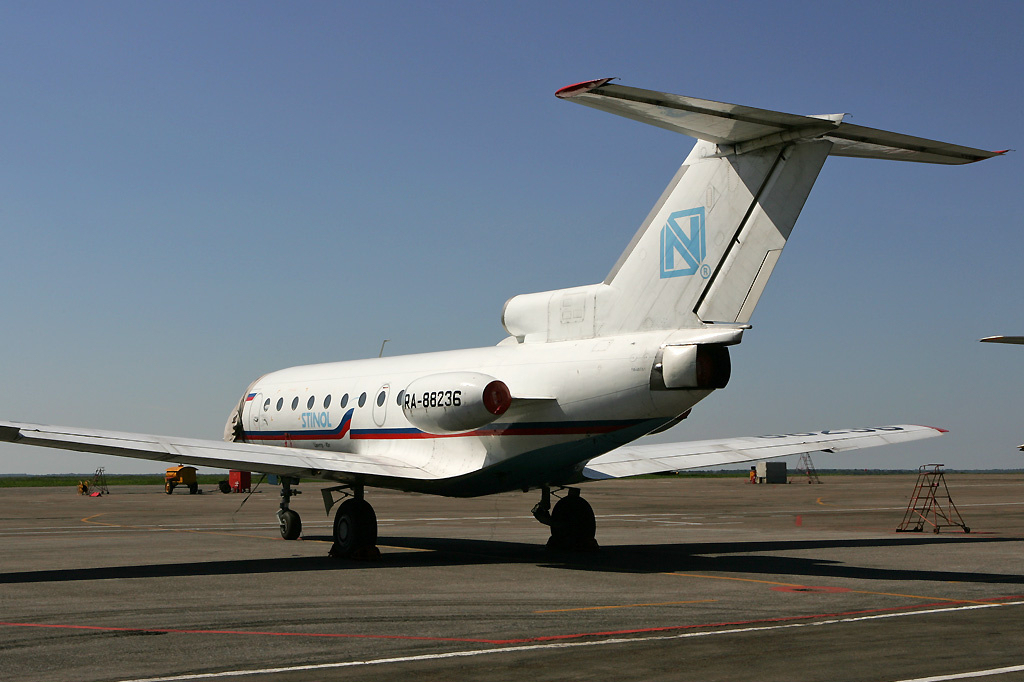
Yakovlev Yak-40

Center-South est une compagnie aérienne russe basée à Belgorod. 
Elle a été créée en 1993. Début 2014 la compagnie a reçu le premier de deux appareils  Sukhoi Superjet 100.

## Flotte
- 3 Sukhoi Superjet 100[2]
- 2 Tupolev Tu-134